# Iniistius geisha
 Iniistius geisha és una espècie de peix de la família dels làbrids i de l'ordre dels cipriniformes que es troba des de Guam fins a Saipan.